# Гладких (присілок)
Гладки́х (рос. Гладких, башк. Гладких) — присілок (у минулому селище) у складі Дуванського району Башкортостану, Росія. Входить до складу Метелинської сільської ради.
Населення — 12 осіб (2010; 14 у 2002).
Національний склад:
- росіяни — 93 %